# Spilogona subfasciata
Spilogona subfasciata är en tvåvingeart som beskrevs av Fritz Isidore van Emden 1948. Spilogona subfasciata ingår i släktet Spilogona och familjen husflugor.
Artens utbredningsområde är Etiopien. Inga underarter finns listade i Catalogue of Life.